# رامنسكوي
رامنسكوي (بالروسية: Раменское) هي إحدى مدن روسيا في الكيان الفدرالي الروسي موسكو أوبلاست.